# Líbia nos Jogos Olímpicos
A Líbia participou pela primeira vez dos Jogos Olímpicos em 1964, e tem enviado atletas para competirem na maioria dos  Jogos Olímpicos de Verão desde então. A nação boicotou os Jogos de 1976 junto à maioria das nações africanas, e também boicotou os Jogos de 1984. A Líbia nunca participou dos Jogos Olímpicos de Inverno.
Até 2008, nenhum atleta da Líbia ganhou medalha olímpica.
O Comitê Olímpico Nacional da Líbia foi criado em 1962 e reconhecido pelo COI em 1963.